# Фик, Джоуи
Джо́уи Мари́ Фик (англ. Joey Marie Feek), в девичестве — Ма́ртин (англ. Martin; 9 сентября 1975, Александрия, Индиана, США — 4 марта 2016, Нашвилл, Теннесси, США) — американская певица и автор-исполнитель. Начиная с 2008 года и до своей смерти в 2016 году, была вокалисткой музыкального кантри-дуэта «Joey + Rory» вместе со своим мужем Рори Фиком.

## Жизнь и музыкальная карьера
Джоуи Мари Мартин родилась 9 сентября 1975 года в Александрии, штат Индиана, в семье Джека и Джун Мартин. Она была средним ребёнком из пятерых детей в семье: имела трёх сестёр (Джоди, Джули и Джесси) и одного младшего брата Джастина, который погиб в автокатастрофу в 1994 году поблизости от семейной фермы Мартинов. Её отец, который играл на гитаре, вдохновил её начать петь и выступать в раннем возрасте. Она переехала в Нашвилл, штат Теннесси, в 1998 году, чтобы сделать карьеру ассистента в ветеринарной клинике для лошадей, и установила связи с отцом Лиэнн Раймс, Уилбуром, и Киксом Бруксом из «Brooks & Dunn». На ночи автора песен она познакомилась с автором песен Рори Фиком, за которого вышла замуж 15 июня 2002 года. Она исполняла бэк-вокал в альбоме Блейна Ларсена «Off to Join the World» 2004 года, сопродюсером которого выступил её муж. Джоуи подписала контракт с Sony Nashville и записала неизданный сольный альбом в 2005 году под названием «Strong Enough to Cry», но из-за изменений в управлении и реструктуризации в Sony, её альбом был отложен. Альбом, переозаглавленный как «If Not For You», был выпущен Farmhouse Recordings 7 апреля 2017 года.

## Путь к славе
В 2008 году друг предложил Джоуи и Рори попробовать себя в Can You Duet, шоу талантов, которое транслируется на CMT с целью найти следующий великий кантри-дуэт. Они сделали запись на прослушивание и придумали их дуэту название «Joey + Rory», и заняли третье место в Can You Duet. Дуэт подписал контракт с Sugar Hill / Vanguard Records, которые выпустили первые три их студийных альбома. Всего дуэт выпустил восемь альбомов и попал в топ-30 песен Hot Country Song с хитом «Cheater, Cheater». Фик, совместно со своим мужем, записала много песен для альбомов.

## Рождение ребёнка
Ожидая рождения ребёнка в начале 2014 года, пара решила провести год дома, отдохнув от своей музыкальной карьеры, чтобы воспитывать новорожденного. 17 февраля 2014 года их дочь, Индиана «Инди» Бун Фик, родилась дома с акушерками в окружении Рори, её старших единокровных сестёр Хоупи и Хайли и бабушки Джун. Домашние роды стали опытом, которой Джоуи назвала одним из лучших моментов в своей жизни. В первых дни после рождения Инди, пара узнала, что у неё синдром Дауна.

## Диагностика и лечение рака шейки матки
Несколько месяцев спустя, в мае 2014 года, у Джоуи был диагностирован рак шейки матки. После операции и лечения она была объявлена свободной от рака и не получала никакой лучевой или химиотерапии, так как её хирурги объявили, что операция прошла успешно, рак удалён с чистых краев. В июне 2015 года, после того, как семья закончила снимать свой фильм «Джозефина», Джоуи снова почувствовала себя плохо и обратилась за медицинской помощью. После прохождения дальнейшего медицинского обследования было обнаружено, что рак шейки матки вернулся и метастазировал в толстую кишку.

## Рецидив рака
В июле 2015 года Джоуи сделали вторую операцию по удалению 3-дюймовой опухоли (рецидив рака шейки матки), которая проникла в толстую кишку и окружающие структуры. Операция была длительной и сложной и требовала использования интерактивного облучения, так как были опухоли, чёткие края которых хирург не мог определить. Тем не менее, медицинская команда надеялась на лучшее в ситуации с Джоуи, и она оправилась от операции, чтобы перенести интенсивный раунд радиации и химиотерапии летом 2015 года. Во время прохождения лечения в онкологических центрах Америки, Джоуи записывала гимны в своём гостиничном номере для последнего компакт-диска, который пара создаст вместе, «Hymns That Are Important to Us».
В октябре 2015 года Рори сообщил в своём блоге, что рак Джоуи приобрёл смертельную стадию, и она прекратила всё лечение, поскольку химиотерапия и радиация, от которых она страдала в течение последних нескольких месяцев, не улучшали её состояния здоровья. Сканирование с помощью МРТ показало, что две опухоли размером с четверть уже выросли в той же области, в которой они ежедневно взрывались с помощью химиотерапии и радиации, и что во всем брюшном отделе были видны гораздо более мелкие опухоли. Она сообщила, что рак агрессивно распространяется и больше нет доступных вариантов лечения, и всё, что остаётся сделать, это дать Джоуи как можно больше комфорта в течение оставшегося времени.

## Хосписная помощь и смерть
9 ноября 2015 года Рори объявил в своем блоге «THIS LIFE I LIVE», что Джоуи поступила в хосписную службу, и они решили сосредоточиться на том, чтобы прожить то время, которое осталось Джоуи, а не опираться на прогнозы врачей. В ноябре 2015 года она начала получать услуги хосписа на дому, у своей матери в Александрии, штат Индиана, где она начала быстро приходить в упадок. Обеспокоенная тем, что у неё осталось не так много времени жить, как ей прогнозировали врачи, Джоуи спросила Рори, могут ли они остаться в Александрии, потому что она сделала свой первый вдох в этом городе и хотела бы сделать последний здесь же. Старшая сестра Джоуи, Джоди, дипломированная медсестра, оказывала ей помощь в конце жизни вместе с домашним хосписом. В ноябре 2015 года, в интервью The Tennessean, Джоуи заявила, что она не злится на Бога, но была разочарована тем, что после радикальной гинекологической операции по искоренению рака он вернулся неоперабельным, не реагирующим на лечение и став неизлечимым.
Рори продолжала рассказывать о своём опыте в блоге, и пара поддерживала позитивный настрой и поведение в последние недели и месяцы, и даже когда ситуация выглядела мрачной, они никогда не теряли надежду. Однако, в январе 2016 года, её доза морфина, необходимая для контроля над раковой болью, увеличилась в четыре раза. В своём блоге под названием «When I'm Gone» Рори рассказал, что после эмоциональной беседы с Джоуи и размышлений о том, что они смогли провести Рождество и Новый Год со своей семьёй и друзьями, в отличие от того времени, когда они ещё были более оптимистичны, они оба смирились и приняли её окончательный диагноз и ухудшение здоровья. Она смогла отпраздновать второй день рождения Индианы и День святого Валентина вместе с ней и Рори, увидеть, как они получают номинацию на «Грэмми» за песню «If I Needed You», а также увидеть и услышать финальную запись, которую дуэт сделает вместе, альбом «Hymns», который Джоуи всегда хотела сделать, дебютировал под номером 8 на Billboard 200, когда он был выпущен, и достиг максимума под номером 4 на Billboard 200 через 3 недели после его выхода.
В конце февраля 2016 года, попрощавшись со своей семьёй и родственниками, Джоуи сказала Рори, что она «готова прекратить сражаться» и что она очень устала и ей пора уйти, поскольку «цветы скоро расцветут в Теннесси». Затем она погрузилась в глубокий сон примерно на одну неделю, от которого она не должна была очнуться. Рори опубликовал прощальное видео и продолжал оставаться рядом с женой, когда она очнулась в её последние несколько дней. Пара достигла каждой вехи, которую они установили: Рождество и Новый год, День святого Валентина, «Грэмми» и второй день рождения Индианы. Она была объявлена мёртвой 4 марта 2016 года, примерно в 14:30. Ей было 40 лет. Уважая её желание при жизни, Рори устроил частные похороны на своей ферме в Теннесси, а Джоуи была похоронена на семейном кладбище на ферме Фик, где мать Рори была похоронена в 2014 году и где будет похоронен сам Рори.

## To Joey, With Love
На 14-ю годовщину свадьбы, Рори Фик объявил, что в качестве юбилейного подарка своей покойной жене он решил снять фильм о ней «To Joey, With Love». В своём блоге Рори Фик поделился, что он накопил 9 терабайт видеоматериалов за последние 30 месяцев их совместной жизни, и что просмотр этих видеороликов помог ему вспомнить, на кого была похожа его жена, когда она была полна жизни и не болела раком. Вместе с небольшой командой своих творческих партнёров Рори Фику удалось закончить фильм весной и летом 2016 года, и его показ был запланирован в избранных кинотеатрах по всей территории США 20 сентября 2016 года, а в некоторых городах планировался дополнительный показ в начале октября 2016 года.
Рори Фик продолжает жить в фермерском доме, в котором он жил вместе с Джоуи и их детьми, где он занимается воспитанием Индианы, их дочери с синдромом Дауна, и где Джоуи была похоронена на семейном кладбище на ферме, которую она любила.